# Yoake Mae yori Ruriiro na
Yoake mae yori Ruriiro na (夜明け前より瑠璃色な?  La brillante luz azul antes del alba) es una serie de ficción sobre una princesa de un reino lunar que pasa un tiempo con una familia en la Tierra. Comenzó como un videojuego estilo novela ilustrada desarrollado por la empresa August, siendo lanzado el 22 de septiembre de 2005 para la PC. La versión de PS2 desarrollada por Aria fue lanzada el 7 de diciembre de 2006.

## Argumento
Yoake Mae yori Ruriiro na se centra en la princesa Feena Fam Earthlight del Reino de Esfera en la Tierra de la luna. Se decidió que ella viviría en la Tierra en una casa de familia con la familia de la secretaria de la presidenta de las Naciones Unidas a fin de obtener más conocimientos de la Tierra con el fin de mejorar las relaciones entre el reino de la luna y la tierra mejorarse a sí misma para ser reina de la Esfera lunar.
Al principio de la historia se explica como el hombre aterrizó en la luna hace muchísimo tiempo con la intención de crear un nuevo hogar para ellos llamado el Reino de Esfera. Sin embargo, la relación entre la Tierra y el Reino de la luna se había destrozado hasta el punto de alcanzar a iniciar una guerra, llamada la guerra de Edipo. Esta guerra fue desastrosa para ambos bandos. Una vez que la guerra terminó, se decidió que la ciudad de Mitsurugasaki, el lugar donde se ambienta la historia y se ubica la sede de las Naciones Unidas, se desarrollara como el centro de la diplomacia con el Reino Lunar, que, en la actualidad, ha cerrado sus puertas al mundo. Este cruce central lunar-ciudad portuaria, que cuenta con el único espacial dentro de las Naciones Unidas con los buques que van a venir y de la Embajada de la Luna, es la pasarela que conecta la Tierra y la luna. Aunque las tensiones han disminuido temporalmente la actualidad, las relaciones entre los dos mundos se encuentra todavía en una situación caótica y precaria cuando la historia comienza .

## personajes

### Personajes Principales
Feena Fam Earthlight  (フィーナ·ファム·アーシュライト  Fīna Famu Āshuraito??)
Seiyus: Maki Tezuka (PC) / Hitomi Nabatame(PS2/anime)
Feena es la princesa del Reino de Sphere en la luna, es una chica de estatura media, cabello plateado y extremadamente hermosa.
Con el fin de aprender más de la Tierra y ser capaces de seguir los pasos de su madre, ella viene a la Tierra a vivir en una casa con la familia de la secretaria de la presidenta de las Naciones Unidas, Sayaka Hozumi. Desde que era muy joven, ella siempre ha querido saber más sobre la Tierra y algún día espera superar su madre como Reina para tratar de eliminar la distancia entre la Tierra y el Reino de Sphere así como tratar de curar las heridas producidas por la batalla de Edipo. Ella está bien educada en términos de la literatura y la ciencia y tiene grandes habilidades en el manejo de la espada así como una gran combatiente. Sin embargo, es un poco ingenua en asuntos del corazón y tiene una tendencia a actuar de forma impulsiva en las situaciones sin pensar, (por ejemplo, saltar a un río para salvar a un cachorro de ahogarse, sin saber nadar, también tiene un gran pánico a las polillas que acaba destruyendo la casa de la familia Hozumi).
Feena una vez llegó a la Tierra cuando era una niña, y se reunió después con Tatsuya previamente a la muerte de su madre, en la que trató a Tatsuya con comodidad.
Tatsuya Asagiri  ((朝雾达哉,  Asagiri Tatsuya?)?)
Seiyu: Kouichi Tsukasa(Drama CD) / Susumu Chiba (anime)
Tatsuya es el protagonista masculino de la historia, es un joven alto de cabello café y carácter fresco. Posee un gran conocimiento sobre la luna y el Reino de la Sphere, ya que se ha interesado en él desde que era muy joven ya que desea algún día viajar a al reino de la luna. Él tiene un curioso hábito en el cual pellizca a las niñas en la nariz como muestra de cariño. Tatsuya constantemente se encuentra molestando a Natsuki (su mejor amiga y compañera de trabajo) haciéndole bromas de todas formas. Él es muy leal hacia Feena y su objetivo de cumplir el sueño de su madre para reunir a la Tierra y la Luna.
Aunque un poco aprensivo acerca de la familia, Tatsuya finalmente se enamora de la princesa y su unión consolida la alianza entre los dos mundos.
Mia Clementis (ミアクレメンティス, Mia Kurementisu?)
Seiyus: Mia Naruse (PC) / Nonose millones (PS2/anime)
Mia es la principal escolta y criada de Feena proveniente del Reino de Sphere y siempre trata de gustar a la princesa con quien tiene una fuerte amistad desde la infancia. Más o menos, ella es la doncella que sirve a la princesa, pero no siempre hace bien las cosas, es un poco torpe , a pesar de todos sus defectos ella hace grandes esfuerzos para la felicidad y bienestar de Feena .
Mai Asagiri (朝雾麻衣, Asagiri Mai?)
Seiyu: Oto Agumi (PC) / Mai Gotō (PS2/anime)
Mai es la hermana menor de Tatsuya que asiste a la misma escuela que él. Ella es la parte dirigente de las flautas en el concierto de banda en su escuela. Ella es adoptada y se ve realmente más joven que ella.
Natsuki Takamizawa (鹰见沢菜月, Takamizawa Natsuki?)
Seiyu: Erena Kaibara(PC) / Hyo-sei (PS2/anime)
Natsuki es uno de los amigas más cercanos de Tatsuya y su hermana y es también uno de sus compañeras de clase. Ella trabaja con su padre en el restaurante Trattoria Samon con Tatsuya, y que está al lado de la casa de Tatsuya. A menudo se enfada con Tatsuya o con su hermano cuando se burlan de ella. Es más conocido como el "Máster carbón", debido a su incapacidad para cocinar y todos sus intentos acaban con la comida ennegrecida (incluida la ensalada).
Sayaka Hozumi (穂積さやか, Hozumi Sayaka?)
Seiyu: Mina Motoyama (PC) / Nami Kurokawa(PS2/anime)
(En el juego) Sayaka es una bibliotecaria adjunto en el museo real de la luna. Tatsuya y Mai se refieren a ella como su hermana mayor, aunque en realidad es su prima.
(En el anime) Sayaka es el principal secretaria de la presidenta de las Naciones Unidas a fin de ayudarla e en todas las cosas que esta pide, en efecto tiene mucho de los vínculos con la política que se dedica entre la Tierra y el Reino de Shpere. Su apodo en los medios de comunicación es el "Daga de la presidenta" apodo que ella detesta.
Sayaka es una mujer alta, atractiva, de cabello rubio y siempre viste con su uniforme azul marino de manera sensual, tiene una relación de amistad especial con Karen Clavius Wreathlit Noel (リースリットノエル, Rīsuritto Noeru?) Seiyu: Rina Misaki (PC) / Shizuka Itō (PS2/anime)
Un misterioso ser de la luna, Wreathlit, generalmente conocido como Risu que parece tener la forma de una niña pequeña y tierna, pero es en realidad mucho mayor, tiene una doble personalidad llamada Fiacca la cual nació fruto del rencor y el odio entre los humanos de la tierra ya la luna. Ella está constantemente viendo la relación entre Tatsuya y Feena, al principio trata de separarlos pero al ver el fuerte vínculo que ellos dos tienen decide darles una segunda oportunidad teniendo fe que Tatsuya y Feena puedan romper el ciclo de odio entre los dos mundos.
Mientras Risu es una chica pequeña de cabello rubio y largo y muy tierna mientras que Fiacca es un poco más alta esbelta y sembalnte más duro que Risu.
Midori Toyama (远山翠, Toyama Midori?)
Seiyu: Himeno Miyabi (PC) / Naoko Takano (PS2/anime)
Midori es una chica enérgica chica amiga de Tatsuya en la clase que ha sido uno de sus compañeros desde su primer año en la escuela secundaria. Ella es la líder del equipo de clarinete en el concierto de banda en su escuela. Ella parece estar muy desesperada para que Tatsuya le aplique su curioso signo de afecto (pellizco en la nariz), o incluso quizás notando su vez en cuando. Ella solo está disponible como un amor de interés en la versión PS2 del juego, y otra cosa es un menor carácter.

### Personajes Secundarios
Karen Clavius (カレンクラヴィウス, Karen Kuraviusu?)
Seiyu: Ryouko Hazakura (PC) / Yu Asakawa (PS2/anime)
Es la embajadora militar del Reino de la luna Esfera. Ella es la contraparte lunar de Sayaka Huzumi siendo esta su mejor amiga aunque parece que su relación va más allá de la amistad, Karen parece tener una actitud muy estricta en lo que se ajusta a su profesión también.
Jin Takamizawa (鹰见沢仁, Takamizawa Jin?)
Seiyu: Haruhiko Tsujimiya(PC) / Katsuyuki Konishi (PS2) / Daisuke Kishio (anime)
Jin es el hermano mayor de Natsuki y es también uno de sus compañeros de trabajo en el restaurante que su padre es el dueño. Constantemente hace enfadar a su hermana en el trabajo hasta ser expulsado del restaurante, suele romper una ventana en la salida. Todo lo que se rompe debido a este acto es sacado de su cheque de pago.
Samon Takamizawa (鹰见沢左门, Takamizawa Samon?)
Seiyu: Senshu Iwao (PC) / Yousuke Akimoto (PS2) / Negishi Akira (anime)
El chef principal y dueño de la Trattoria Samon, el restaurante donde Samon y sus dos hijos Natsuki y Jin trabajan. Tiende a ser un jefe justo a sus empleados que no tienen un problema con él como su jefe. Samon admira la obra de Takeshi Takano como fotógrafo e incluso fue capaz de conseguir un autógrafo en el primer episodio del anime.

Theo Lyones Earthlight (ライオネステオアーシュライト,RaionesuTeoĀshuraito?) 
Seiyu: Souichi Yamanaka (PC) / Masashi Hirose (PS2) / Masashi Kimura (anime)
Es el padre de Feena y rey del Reino de Esfera en la luna. Él era un estudiante común y corriente así como un plebeyo en el Colegio de la Luna y su romance con la princesa Cefilia había causado un gran revuelo. Fue gracias a la promoción del padre de Tatsuya Lyones que se armó de valor para la fecha y después casarse con la princesa.
Cefilia fam Earthlight (セフィリアファムアーシュライト, Sefiria FAMU Āshuraito?)
Seiyu: Hitomi Nabatame (anime)
La difunta madre de Feena, solo se ve en las fotos y recuerdos del pasado, la influencia de Cefilia todavía se siente en la Tierra y la Luna. Su deseo era mejorar la relación entre el planeta y su satélite natural.
Moritz Zabel Frantz (モーリッツザベルフランツ, Mōrittsu Zaberu Furantsu?)
Seiyu: George Nakata (PS2)
Moritz solo aparece en la versión de PS2 del juego.
Estel Freesia (エステルフリージア, Esuteru Furījia?)
Seiyu: Michiru Yuimoto (PS2) / Furi Samoto (Moonlight Cradle)
Una misteriosa, librera y religiosa chica. Estel solo aparece en la versión PS2 del juego.
Cynthia Marguerite (シンシアマルグリット, Shinshia Maruguritto?)
Seiyu: Tono Soyogi (Moonlight Cradle)
Cynthia solo aparece en la "Yoake Mae yori Ruriiro na Moonlight Cradle".

## Media
Yoake Mae Yori Ruriiro Na ha sido presentado en una amplia variedad de formatos, desde juegos de video, manga, anime e incluso dramas y novelas en CD. 
Videojuegos
La serie comenzó como una novela visual de adultos de videojuego creado por August y puesto en venta el 22 de septiembre de 2005 para PC. Además, una versión de Playstation 2, titulado Yoake Mae yori Ruriiro na- -, fue desarrollado por Aria y puesto a la venta el 7 de diciembre de 2006. Una adaptación de la versión de PC que contiene los personajes de la PS2 llamado Yoake Mae yori Ruriiro na-Moonlight Cradle- y fue puesto a la venta el 27 de febrero de 2009.
Anime
Dirigida por Masahiko Ohta y escrita por Takashi Aoshima, Yoake Mae yori Ruriiro na fue creada en formato anime por Daume Entitled con doce episodios "Yoake Mae yori Ruriiro na: Crescent love" o simplemente "Crescent love". Comenzó a transmitirse 4 de octubre de 2006, sobre TBS Japón.
Manga
El manga basado en la serie fue realizada en la revista japonesa de manga publicada por Dengeki Daioh MediaWorks el 21 de septiembre de 2005. Es ilustrado por HoeHoe No-miso, y hasta el momento ha sido recogida en un tankoban el 27 de septiembre de 2006.
Novelas
También hay tres series de novelas atribuidas a la serie, con todas las ilustraciones de Bekkan-KO. El primer volumen de la primera serie se publicó en mayo de 2006, que contiene siete volúmenes en total. El segundo, una serie de cuentos cortos subtitulados como la Historia Oficial de la heroína, fue publicada en Dengeki G Magazine y ha sido recogida en dos volúmenes el 30 de septiembre y 27 de diciembre de 2006. Una nueva novela, basada en los personajes añadido en la adaptación de PS2 del juego, fue lanzado en diciembre de 2006.
Soundtrack
La banda sonora original para el anime se publicó el 26 de enero de 2007 por Geneon Entertiment con veintiocho pistas en el marco del catálogo número FCCM-171.